# خفاش زرد شکم‌سفید
خفاش زرد شکم‌سفید (نام علمی: Scotophilus leucogaster) نام یک گونه از سرده خفاش‌های زرد است.